# Solukî, Iavoriv
Solukî (în ucraineană Солуки) este un sat în comuna Voroțiv din raionul Iavoriv, regiunea Liov, Ucraina.

## Demografie
Componența lingvistică a localității Solukî
     Ucraineană (100%)
Conform recensământului din 2001, toată populația localității Solukî era vorbitoare de ucraineană (100%).